# نووزیمس
نووزیمس (به دانمارکی: Novozymes) شرکت بیوتکنولوژی دانمارکی است، که دفتر مرکزی آن در دانمارک قرار دارد. بزرگترین سهام‌دار نووزیمس، شرکت نوو نوردیسک می‌باشد.
شمار کارکنان این شرکت بیش از ۶ هزار نفر است، که در ۳۰ کشور جهان فعالیت می‌کنند. بخشی از سهام شرکت نووزیمس در بازار بورس نزدک اوام‌اکس معامله می‌شود.